# NAFO (Internetphänomen)

NAFO logo

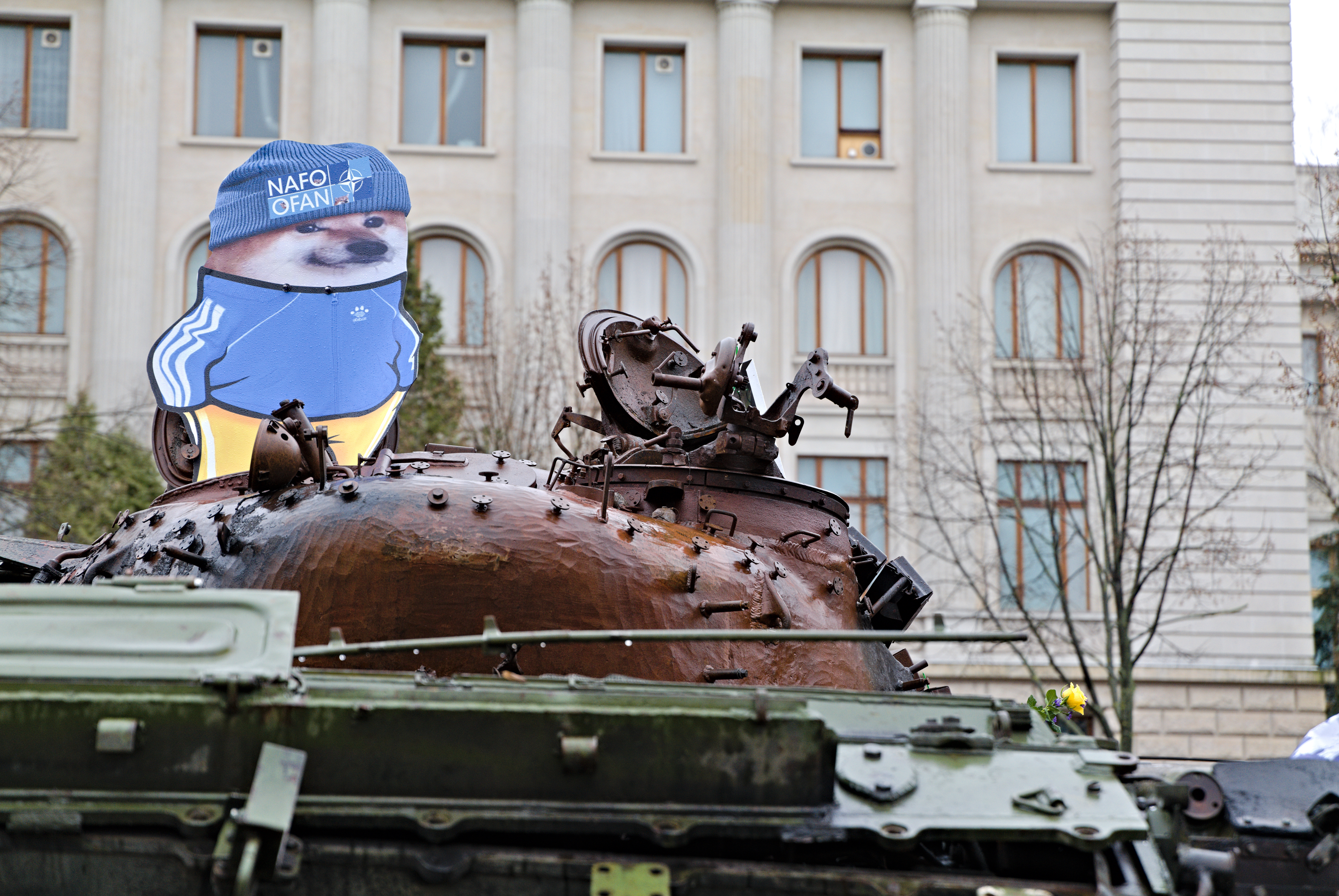
Abbildung auf zerstörtem russischem Panzer vor der russischen Botschaft in Berlin (2023)

Die NAFO oder North Atlantic Fella Organization (französisch Organisation des Fella de l’Atlantique nord, OFAN) (in Anspielung auf die North Atlantic Treaty Organization, NATO) ist ein  Internetphänomen, das die Verbreitung russischer Kriegspropaganda und russischer Fehlinformationen bekämpft, die meist auf den russischen Überfall auf die Ukraine 2022 bezogen sind. Zudem sammelt die Gruppe Spenden für das ukrainische Militär und andere pro-ukrainische Gruppen. Ihre Mitgliederzahl wurde vom Berliner Kurier auf mehrere zehntausend Konten geschätzt. Veteranen und technikaffine Individuen sind stark unter ihren Mitgliedern vertreten. Ein Schwerpunktzentrum hat die Gruppe in den USA und Kanada, ist aber sehr divers aufgestellt.
Als Mittel zur Bekämpfung russischer Desinformation nutzt die Gruppe Trolling, Shitposting sowie die Meldung entsprechender Konten beim Betreiber des jeweiligen Internetdienstes.
Das NAFO-Maskottchen ist ein japanischer Shiba-Inu-Hund, auch Fella genannt, der oft als Profilbild genutzt wird. Die Mitglieder selbst nennen sich auch „Fellas“.

## Geschichte
Wie die Washington Post berichtet, setzt Russland bereits seit Jahren Online-Taktiken ein, um „Spaltung zu verbreiten und Ablenkung zu schaffen“.
Das Internetphänomen NAFO entstand im Mai 2022, als das Twitter-Konto @Kama_Kamilia aus Langeweile bearbeitete Bilder aus dem russisch-ukrainischen Krieg mit Shiba-Inu-Hunden (Fellas) zu posten begann. Laut Jamie Cohen, einem Experten für Internetkultur an der City University of New York, ist die Rasse Shiba Inu seit mindestens 2010 als Doge in der Online-Kultur präsent.
Nach einiger Zeit begannen Kama_Kamilia und einige andere Twitter-Nutzer für Leute, die für die Georgische Legion (eine Gruppe von Georgiern, die für die Ukraine kämpfen) oder das Projekt Saint Javelin gespendet hatten, individuelle Fellas zu kreieren, die diese dann als Avatare nutzen konnten.
Am 8. und 9. Juli 2023 fand das erste offizielle Gipfeltreffen der North Atlantic Fella Organization in Vilnius, Litauen statt.
2024 wurden der lose organisierten Gruppe der polnische Kulturpreis „Paszport Polityki“ des polnischen Wochenmagazins Polityka in der Kategorie Digitale Kultur verliehen.

## Bekannte Memes
Im Juni 2022 erlangte die NAFO nach einer Interaktion auf Twitter zwischen dem russischen Diplomaten Michail Iwanowitsch Uljanow und einer Reihe von NAFO-Mitgliedern erste öffentliche Aufmerksamkeit. Der Diplomat behauptete auf Twitter, die russische Invasion der Ukraine sei gerechtfertigt, da die Ukraine seit 2014 Zivilisten im Donbas unter Beschuss nehme. Als der Twitter-Nutzer @LivFaustDieJung daraufhin antwortete, dass die Ukraine sich nur verteidige, kommentiere Uljanow dies mit den Worten “You pronounced this nonsense. Not me.” (Sie haben diesen Unsinn ausgesprochen. Nicht ich.) Der Satz “You pronounced this nonsense. Not me” oder manchmal auch „pronounced nonsense“ wurde von NAFO-Mitgliedern aufgegriffen und verwendet, um sich über pro-russische Accounts lustig zu machen. Der Diplomat verließ nach dem Schlagabtausch die Twitter-Plattform für zwei Wochen.
Am 9. August 2022 griffen die Streitkräfte der Ukraine den russischen Luftwaffenstützpunkt Saki in Nowofedoriwka auf dem von Russland besetzten ukrainischen Gebiet der Krim an. Laut der Ukraine wurden mindestens zehn russische Kampfflugzeuge beschädigt oder zerstört, und sechzig russische Kampfpiloten und Techniker kamen ums Leben. Auf Twitter wurden als Reaktion Fotos des Rauchs und der Explosionen geteilt. Ein prorussischer Account antwortete auf eines der Bilder mit “What airdefense doing?” (Was macht Luftverteidigung?), bezogen auf die Unfähigkeit der russischen Flugabwehr, den Angriff abzuwehren. Der Satz „What airdefense doing?“ wurde zum Schlagwort unter NAFO-Mitgliedern, um sich über den russischen Kriegsverlauf lustig zu machen, und hat innerhalb der Gruppe Kult-Status.
Eine Auswahl bekannter NAFO-Memes ist seit Herbst 2022 in der Sonderausstellung „Meme Wars – von Lotse bis Fella“ im Berliner Museum Berlin Story Bunker zu sehen.

## Verwendetes Vokabular der Gruppe
- Der Begriff Article 5 ist eine Anspielung auf den Artikel 5 des Nordatlantikvertrages, der den NATO-Bündnisfall beschreibt. Wird ein Fella angegriffen oder stößt auf schwere Desinformation, nutzt er den Hashtag #NAFOarticle5, um andere Fellas darüber zu informieren und Unterstützung zu erhalten.[19]
- Als Bonker oder Bonk Stik, abgeleitet vom englischen Verb „(to) bonk“ (schlagen, stoßen) wird jegliche Art von (länglichen) Schlag-/Schussbewaffnungen bezeichnet.[20][21]
- Der Begriff Copium setzt sich aus dem englischen Verb „(to) cope“ (zurechtkommen, bewältigen) und „Opium“ (Rausch-/Betäubungsmittel) zusammen. Er bezeichnet ein virtuelles Opiat, das konsumiert (meist eingeatmet) wird, wenn man mit Verlust, Misserfolg oder Niederlage konfrontiert wird.[22]
- Ein Fella (zu deutsch: Kerl, Kumpel) ist ein NAFO-Mitglied / ein User, dessen Avatar einen individuellen Shiba-Inu-Hund darstellt.[3]
- Der Begriff Vatnik steht für jemanden, der russische Propaganda oder Desinformationen verbreitet.[2]
- Der Ausdruck Mobik wird für einen eingezogenen russischen Wehrpflichtigen verwendet. Er setzt sich aus den Begriffen „mobilisieren“ und „Vatnik“ zusammen.[23]
- Als Tankies werden Hardliner bezeichnet, die voll und ganz an das politische System der Sowjetunion glauben und Aktionen der Sowjetunion bedingungslos unterstützen und verteidigen.[24]

## Spenden für pro-ukrainische Organisationen
Die NAFO richtete in Kooperation mit der ukrainischen Botschaft in Tschechien und mit dem tschechischen Verteidigungsministerium eine mehrsprachige Crowdfundingplattform ein, auf der für diverse Spendenziele zugunsten der Ukraine gespendet werden kann. Ein knappes Dutzend Spendenziele wurden innerhalb von zwei Jahren erreicht, darunter das Sammeln von 1,34 Millionen Euro für den Erwerb eines T-72-Panzers oder das Sammeln von 2,1 Millionen Euro für ein RM-70-Raketensystem. Die NAFO warb auch für andere zugunsten der Ukraine eingerichtete Crowdfunding- und Spendenwebsites; darunter signmyrocket.com, signmygrenade (auf X bzw. Twitter) oder saintjavelin.com.
Im August 2022 sammelte die NAFO Geld für signmyrocket.com, ein Projekt, bei dem man individuelle Botschaften auf ukrainische Artilleriegeschosse schreiben lassen kann. Für das gesammelte Geld ist ein 2S7 Pion Artilleriegeschütz mit einem Fella-Sticker sowie einem Baseballschläger-Sticker (Bonker) beklebt worden, außerdem erhielt die Kanone die Aufschrift „Super Bonker 9000“. Laut ihrem Gründer, dem Twitter-Konto @Kama_Kamilia, hat die Gruppe bis September 2022 über 242.500 US-Dollar gesammelt.
Die Website signmyrocket.com sammelte ihrem Gründer zufolge bis August 2022 insgesamt 300.000 US-Dollar, mit denen 29 Militärfahrzeuge, 15 Drohnen und 4 Starlink-Systeme gekauft wurden.

## Rezeption
Durch Medienpräsenz gewinnt die NAFO zunehmend an internationaler öffentlicher Aufmerksamkeit. So erschienen Beiträge in renommierten Medien wie dem New Scientist am 22. Juli 2022, der europäischen Wochenzeitung Politico am 30. August 2022 und der Washington Post am 4. September 2022.
- Der polnische Nachrichtensender TVP World berichtete erstmals am 25. Juli 2022 im laufenden Programm über die Gruppe. Inzwischen ist sie in unregelmäßigen Abständen Bestandteil der Sendungen des Nachrichtensprechers Jonasz Rewiński. Am 30. August 2022 stellte Rewiński in seiner Sendung das Projekt signmyrocket.com vor.[30][28]
- Olga Boichak, Dozentin für digitale Kulturen an der Universität von Sydney, wurde am 28. August 2022 vom Sydney Morning Herald folgendermaßen zitiert: „Die Nafo widerlegt die Vorstellung, dass es sich bei solchen Onlinebewegungen lediglich um ‚Klickaktivismus‘ handelt, also um eine Art oberflächliche Kommunikation mit geringen Auswirkungen auf die reale Welt.“ Boichak beschreibt den Aufstieg der Bewegung als ein Beispiel für „partizipative Kriegsführung“, die „direkt oder indirekt den Ausgang eines militärischen Konflikts vor Ort beeinflussen kann“.[7]
- Laut der britischen Wochenzeitung The Economist „verschleiert die Leichtfertigkeit der NAFO ihre Rolle als eine bemerkenswert erfolgreiche Form der Informationskriegsführung“.[31]
- Am 2. September 2022 erschien der erste deutschsprachige Artikel im Zürcher Tages-Anzeiger,[7] der zu den Aktivitäten der Gruppe schreibt: „Dadurch, dass die Bewegung nicht nur einen Informationskrieg betreibt, sondern auch Geld sammelt, beeinflussten ihre Aktionen auch die Welt außerhalb des Internets.“
- Am 4. September 2022 berichteten das litauische Internetportal Delfi[32] und die niederländische Tageszeitung NRC Handelsblad auf ihrer Internetseite darüber.[33]
- Das ZDF strahlte am 4. September 2022 im heute-journal einen Beitrag zur NAFO und ihrer Rolle im Krieg aus.[17]
- Der YouTube-Kanal Walulis Daily behandelte die NAFO in einem Video am 7. September 2022.[34]
- Das Modern War Institute der United States Military Academy in Westpoint befasste sich mit der NAFO am 13. September 2022.[35]
- Der Spiegel berichtete am 5. Oktober 2022 über die Gruppe[36]
- BR24 hatte am 7. Oktober 2022 eine Meldung zur NAFO.[37]
- Die österreichische Zeitung derStandard hatte am 23. Oktober 2024 einen Artikel mit dem Namen „Nafo: Wie Shitposter den Kampf gegen Russland mit Millionenspenden unterstützen“ in der Onlineausgabe[38]

## Trivia
- Nach Ansicht des britisch-libanesischen Journalisten Oz Katerji hat die „NAFO Russlands Propagandisten absurd und lächerlich gemacht“.[39]
- Eine Analyse des Institute for Strategic Dialogue für die europäische Wochenzeitung Politico ergab, dass täglich ungefähr 5.000 Postings mit NAFO-Beiträgen veröffentlicht werden.[40]
- Der Gründer von Bellingcat, Eliot Higgins, kündigte am 30. August 2022 an, zwei Vorträge über Desinformation mit Hilfe von NAFO-Beispielen zu halten.[41]
- Der US-Abgeordnete Adam Kinzinger lud im August 2022 ein Bild eines Fellas in einem F-18-Kampfjet hoch.[1][42]
- Am 28. August 2022 twitterte das offizielle Twitter-Konto des ukrainischen Verteidigungsministeriums seine Anerkennung für die NAFO mit dem Bild eines Fellas in Kampfuniform vor abgefeuerten Raketen im Hintergrund.[43][20]
- Am 30. August 2022 änderte der ukrainische Verteidigungsminister Oleksij Resnikow seinen Twitter-Avatar vorübergehend in einen ihm zu Ehren in Auftrag gegebenen Fella[44] und postete am 4. September 2022 auf Twitter ein Bild, das ihn in einem NAFO-T-Shirt zeigt.[45]
- Im Januar 2025 stellte die AfD eine kleine Anfrage an den Deutschen Bundestag bezüglich des Internetphänomens NAFO.[46]